# Зейдан, Али
Али Зейдан (араб. علي زيدان‎; род. 15 декабря 1950) — ливийский политик и дипломат. Премьер-министр страны с 14 октября 2012 года по 11 марта 2014 года.

## Биография
Али Зейдан сделал дипломатическую карьеру, являлся бывшим официальным представителем Переходного национального совета в странах Евросоюза и членом Ливийской лиги прав человека. Более 30 лет он провел в изгнании и считался один из наиболее ярых противников прежних властей. Он вошёл в созданный в 1981 году и объединивший зарубежную оппозицию Национальный фронт за спасение Ливии (ныне Партия Национальный фронт) через год после того, как откололся от режима Муаммара Каддафи, будучи сотрудником посольства Джамахирии в Индии.

### Пост премьер-министра
Был избран на пост премьер-министра Всеобщим национальным конгрессом 14 октября 2012 года, и приступил к исполнению обязанностей 31 октября, когда конгресс утвердил кабинет правительства во главе с Зейданом. Таким образом, был преодолен политический кризис, вызванный неспособностью предыдущего избранного премьер-министра сформировать правительство, устраивающее Конгресс.

#### Похищение
Утром 10 октября 2013 года стало известно, что группировка «Оперативная сеть ливийских революционеров» похитила премьер-министра Ливии Али Зейдана. Он был выведен вооружёнными людьми из отеля «Corinthian» в Триполи, и увезён в неизвестном направлении. Также были увезены двое его телохранителей. Телеканал «Аль-Арабия» показал кадры, на которых видно, как Зейдана в мятой серой рубашке с порванным воротничком выводят из отеля вооружённые мужчины в штатском. Позже представитель «Оперативной сети ливийских революционеров» заявил, что Зейдан был «арестован по требованию прокуратуры в соответствии с ливийским уголовным кодексом за преступления, наносящие ущерб государству и его безопасности». «Оперативная сеть ливийских революционеров» позиционирует себя исполнителем распоряжений министерства обороны и министерства внутренних дел Ливии.
В тот же день Али Зейдан был отпущен на свободу. Агентство Рейтер сообщило, что причиной задержания Зейдана стало заявление госсекретаря США Джона Керри о задержании Анаса аль-Либи, после того, как он сказал, что ливийское правительство было в курсе американской операции».

#### Вотум недоверия
11 марта 2014 года Всеобщий национальный конгресс вынес вотум недоверия Али Зейдану. Временно исполняющим обязанности премьер-министра назначен министр обороны Абдалла Абдуррахман ат-Тани. Преемник Зейдана на посту главы правительства страны будет выбран в течение 15 дней. По словам члена конгресса Аля аль-Макрифа «поводов для увольнения Зейдана было более чем достаточно. Большую роль в его отставке сыграл и инцидент с северокорейским танкером, наполнившим нефть в порту Эс-Сидр. Правительство обещало, что воспрепятствует его заходу в ливийские воды, однако не сдержало своего слова». Однако главным стала неспособность правительства обеспечить безопасность, прежде всего на востоке страны, в городах Бенгази и Дерна. Генеральная прокуратура Ливии объявила, что Зейдана подозревают в причастности к коррупции и другим нарушениям. До окончания расследования, говорится в заявлении генпрокуратуры, бывшему главе правительства запрещено покидать пределы страны.

##### Причины
8 марта выступающие за автономию Киренаики боевики, заявили, что начали торговать нефтью. В этот же день в контролируемый ими порт Эс-Сидр зашёл танкер «Morning Glory» под флагом КНДР, в который начался залив нефти. Власти Ливии пригрозили при помощи авиации уничтожить танкер, если судно попытается покинуть порт. На дажу нефти прореагировали и власти США. В заявлении представителя Госдепартамента Джен Псаки говорится, что «США глубоко обеспокоены сообщениями о том, что судно Morning Glory загружает незаконно полученную нефть в ливийском порту Эс-Сидра. Эти действия противоречат закону и приравниваются к краже». По её словам, нефть, которая используется при загрузке, принадлежит Национальной нефтяной корпорации Ливии (Libyan National Oil Company) и её партнёрам по совместным предприятиям, среди которых есть и американские компании: «Все продажи нефти без разрешения этих сторон подвергают покупателей риску быть привлеченными к гражданско-правовой ответственности, штрафным и другим санкциям». Сообщалось, что боевики наполнили танкер нефтью на 30 миллионов долларов. Вечером 10 марта Зейдан выступил с заявлением о том, что танкер был перехвачен ВМФ страны и конвоируется в контролируемый властями порт. Однако позже командование военно-морскими силами опровергло эту информацию. Согласно последним данным, публикуемым ливийскими СМИ, груженное нефтью судно благополучно покинуло территориальные воды Ливии, воспользовавшись непогодой. 13 марта в государственных структурах КНДР заявили, что страна не имеет отношения к танкеру «Морнинг Глори», так как он был арендован египетской компанией, а позже регистрацию судна аннулировали.

##### Бегство
Через несколько часов после объявления вотума недоверия, Али Зейдан был обнаружен за границей, причём ему ранее запретили покидать территорию Ливии. Премьер-министр Мальты Джозеф Мускат заявил, что вечером 11 марта самолёт Зейдана остановился на дозаправку на территории острова. Затем Зейдан отправился в «другую европейскую страну», не уточнив, куда именно. Мускату удалось пообщаться с Зейданом по телефону. Позже, Али Зейдан попросил политического убежища в Германии. Все необходимые бумаги Зейдан оформил по прибытии в Дюссельдорф, откуда он уехал в неизвестном направлении. А в Ливии против Зейдана возбудили уголовное дело о коррупции. В интервью французским журналистам, Зейдан заявил, что вотум недоверия был сфальсифицирован, а обвинения его правительства в коррупции несостоятельны.

##### Второе похищение
14 августа 2017 года стало известно, что бывшего премьер-министра Ливии Али Зейдана вновь похитили из отеля Триполи. По некоторой информации, за похищением стоит Революционная бригада Триполи, которая действовала по ордеру, выданному генеральным прокурором.